# Љубомир Максимовић
Љубомир Максимовић (Скопље, 27. новембар 1938) српски је историчар византолог, професор емеритус на Филозофском факултету Универзитета у Београду, на предмету Историја Византије, директор Византолошког института и члан САНУ, почасни доктор наука Универзитета у Атини и дописни члан Атинске Академије.
Био је декан Филозофског факултета (1994—1996) и председник Удружења историчара Србије (1978—1980). Један је од најистакнутијих српских византолога. Од 1996. потпредседник је Association Internationale des Etudes Byzantines.
Учествовао је у стварању „Историје српског народа од досељавања на Балкан до 1918.“ у 10 томова.
Члан Међународног комитета за унапређење ћирило-методијевских студија (Солун), 1996; Британског друштва за унапређење византијских студија, 1998.

## Награде
- Награда Владимир Ћоровић за целокупно дело, у организацији 13. Ћоровићевих сусрета историчара у Гацку 2011.[3][4]
- Октобарска награда Београда, 1973.[1]
- Научни орден са плавом траком Универзитета у Софији, 1989.[1]
- Почасни доктор (honoris causa) Универзитета у Атини, 1999.[1]
- Почасни члан Хришћанског археолошког друштва, Атина, 2021.[1]

## Одабрана дела
- Максимовић, Љубомир (1964). „О хронологији словенских упада на византијску територију крајем седамдесетих и почетком осамдесетих година VI века”. Зборник радова Византолошког института. 8 (2): 263—271.
- Максимовић, Љубомир (1964). „О времену доласка Неретљана на далматинска острва”. Зборник Филозофског факултета. Београд. 8 (1): 145—152.
- Максимовић, Љубомир (1966). „Политичка улога Јована Кантакузина после абдикације (1354-1383)”. Зборник радова Византолошког института. 9: 119—194.
- Максимовић, Љубомир (1967). „Последње године протостратора Теодора Синадина”. Зборник радова Византолошког института. 10: 177—185.
- Максимовић, Љубомир (1970). „Грци и Романија у српској владарској титули”. Зборник радова Византолошког института. 12: 61—78.
- Максимовић, Љубомир (1972). Византијска провинцијска управа у доба Палеолога. Београд: Византолошки институт.
- Максимовић, Љубомир (1973). „Генеза и карактер апанажа у Византији”. Зборник радова Византолошког института. 14-15: 103—154.
- Максимовић, Љубомир (1975). „О времену проглашења Андроника III Палеолога за цара”. Зборник радова Византолошког института. 16: 119—122.
- Максимовић, Љубомир (1976). „Порески систем у грчким областима Српског царства”. Зборник радова Византолошког института. 17: 101—125.
- Максимовић, Љубомир (1978). „Регентство Алексија Апокавка и друштвена кретања у Цариграду”. Зборник радова Византолошког института. 18: 165—188.
- Максимовић, Љубомир (1979). „О времену похода бугарског кнеза Бориса на Србију”. Зборник Филозофског факултета. Београд. 14 (1): 69—76.
- Максимовић, Љубомир (1980). „Северни Илирик у VI веку”. Зборник радова Византолошког института. 19: 17—57.
- Максимовић, Љубомир (1981). „Тријумф Византије почетком XI века”. Историја српског народа. 1. Београд: Српска књижевна задруга. стр. 170—179.
- Максимовић, Љубомир (1981). „Почеци освајачке политике”. Историја српског народа. 1. Београд: Српска књижевна задруга. стр. 437—448.
- Максимовић, Љубомир (1982). „Структура 32. главе списа De administrando imperio”. Зборник радова Византолошког института. 21: 25—32.
- Максимовић, Љубомир (1983). „Србија и правци византијских похода у XII веку”. Зборник радова Византолошког института. 22: 9—19.
- Maksimović, Ljubomir (1988). The Byzantine provincial administration under the Palaiologoi. Amstardam: Hakkert.
- Максимовић, Љубомир (1996). „Покрштавање Срба и Хрвата”. Зборник радова Византолошког института. 35: 155—174.
- Ферјанчић, Божидар; Максимовић, Љубомир (1998). „Свети Сава и Србија између Епира и Никеје”. Свети Сава у српској историји и традицији. Београд: САНУ. стр. 13—25.
- Максимовић, Љубомир (2003). Град у Византији: Огледи о друштву позновизантијског доба. Београд: Плато.
- Максимовић, Љубомир (2009). Византијски свет и Срби. Београд: Историјски институт.
- Суботић, Гојко; Максимовић, Љубомир (2012). „Свети Сава и подизање Милешеве” (PDF). Византијски свет на Балкану. 1. Београд: Византолошки институт. стр. 97—109. Архивирано из оригинала (PDF) 12. 03. 2021. г. Приступљено 19. 12. 2022.
- Максимовић, Љубомир (2013). Огледи о политичкој моћи у Византији: Чиниоци и ослонци. Београд: Српска књижевна задруга.[мртва веза]
- Максимовић, Љубомир (2015). „Пропаст Византије у огледалу српске историје”. Зборник радова у част академику Десанки Ковачевић Којић. Бања Лука: АНУРС. стр. 83—93.
- Максимовић, Љубомир (2016). „Стефан Немања и Византија: Стварност једног времена”. Стефан Немања - преподобни Симеон Мироточиви: Зборник радова. 1. Београд: Институт за историју уметности. стр. 75—79.